# Chotča
Chotča je obec na Slovensku v okrese Stropkov. Žije zde 629 obyvatel. První zmínka o obci je z roku 1379. Obec leží v Nízkých Beskydech na řece Chotčiance.

## Poloha
Obec se nachází v Nízkých Beskydech, na levém břehu potoka Chotčianka v povodí Ondavy. Střed obce leží v nadmořské výšce 226 m n. m. a je vzdálen pět kilometrů od Stropkova.
Sousedními obcemi jsou Vyškovce na západě, severozápadě a severu, Bukovce na severovýchodě, Veľkrop na východě, Breznička na jihovýchodě, Stropkov na jihu a Krušinec na jihozápadě.

## Historie
První písemná zmínka o Chotči pochází z roku 1379 pod názvem Huchina. Byla součástí panství Stročín, později Stropkov. Mezi další historické názvy patří Hathchow nebo Hotcho (1408), Hothcza (1430) a Hoča (1786). V roce 1598 bylo v obci 23 usedlostí. V 17. až 19. století patřila obec rodině Keglevičů.
V roce 1715 bylo v Chotči 27 opuštěných a sedm obydlených domácností poté, co obyvatele v roce 1663 těžce postihla morová epidemie. V roce 1787 měla obec 54 domů a 415 obyvatel, v roce 1828 zde bylo 84 domů a 628 obyvatel zaměstnaných jako chovatelé dobytka a lesní dělníci.
Do roku 1918 patřila obec, která ležela v okrese Zemplín, k Uherskému království a poté k Československu (dnes Slovensko). Před rokem 1945 bylo v obci běžné košíkářství, kolářství, tkalcovství a výroba železných a dřevěných pražců. Po druhé světové válce bylo v roce 1958 založeno místní Jednotné zemědělské družstvo (zkráceně JZD) a někteří obyvatelé dojížděli za prací do průmyslových oblastí ve Stropkově, Svidníku a Bardejově.

## Obyvatelstvo
Podle sčítání lidu z roku 2011 žilo v Chotči 552 obyvatel, z toho 510 Slováků, 31 Rusů, 4 Ukrajinci, 1 Němec a 1 Čech. Pět obyvatel neuvedlo svou etnickou příslušnost.
K římskokatolické církvi se hlásilo 308 obyvatel, k řeckokatolické církvi 212 obyvatel, k pravoslavné církvi 19 obyvatel a ke svědkům Jehovovým dva obyvatelé. Tři obyvatelé byli bez vyznání a vyznání osmi obyvatel nebylo zjištěno.

## Vzdělávání
Základní škola byla založena v roce 1901, ale školní budova byla postavena v roce 1894. Až do první světové války se ve škole vyučovalo v maďarštině. Teprve v roce 1919 se začalo vyučovat ve slovenštině a škola dostala název „Státní lidová škola“. Za Slovenského republiky byla přejmenována na Římskokatolickou a řeckokatolickou lidovou školu. V roce 1964 zahájila činnost mateřská škola.

## Památky
V obci se nachází římskokatolický kostel Nejsvětějšího srdce Ježíšova z roku 1910 a řeckokatolický chrám Svatého Petra a Pavla z roku 1968. Řeckokatolický chrám byl vysvěcen a otevřen až 21. listopadu 1990.